# Болгарская мышевидная соня
Болгарская соня (лат. Myomimus roachi) — вид грызунов рода мышевидные сони семейства соневые. Обитает на Балканском полуострове и Малой Азии.

## Описание
Самый крупный представитель рода. Длина тела составляет от 9,4 до 11,2 см. Окраска спины дымчато-пепельная с бурым оттенком. Вдоль всей спины проходит тёмно-коричневая полоса. Брюшная сторона тела грязновато-белёсая. Хвост сверху тёмно-коричневый, снизу белёсый.

## Экология
Это один из самых редких млекопитающих в Западной Палеарктике. Избегает лесных местообитаний, встречается на закустареных лугах, в виноградниках, на окраинах полей и пашнях со старыми деревьями. Обитает на поверхности земли или на деревьях. Естественными врагами являются обыкновенная сипуха и филин. Плодовитость в неводе составляет 5-6 детёнышей.

## Распространение
Вид встречается в Болгарии и Турции. B ископаемом состоянии вид известен из отложений плейстоцена и постплейстоцена от Израиля до Южной Анатолии, островов Эгейского моря и континентальной Греции.